# Mikołaj Cichowski
Mikołaj Cichowski znany też jako Cichovius, Cichowczyk (ur. 1598, zm. 27 marca 1669 w Krakowie) – jezuita, pisarz i polemista religijny, przeciwnik braci polskich.

## Życiorys
Urodził się w Wielkopolsce, w rodzinie plebejskiej. Jego pierwotne nazwisko nie jest znane, sam pisał się Cichovius. W 1615 wstąpił do zakonu jezuitów i przez 3 lata pełnił funkcję furtiana. Po studiach wykładał filozofię, teologię i egzegezę w kolegiach jezuickich (m.in. w Poznaniu). Równocześnie był kaznodzieją ludowym i misjonarzem. Autor licznych publikacji poświęconych zwalczaniu arianizmu. Potwierdzał to także w toczonych przez siebie dysputach (m.in. u J. Wielopolskiego w Rożnowie). Był jednym z głównych inspiratorów wygnania braci polskich, a po uchwale sejmowej z 1658 nawoływał do konsekwentnego egzekwowania ustawy. Zajmował się sprawami unii, m.in. dysputując z archimandrytą Innocentym Gizelem. Bronił prawnej egzempcji jezuitów polskich, szczególnie ws. płacenia dziesięcin.

## Twórczość
- Centuria argumentorum pro summa et naturali Christi Domini divinitate... collecta[1], Kraków 1641, drukarnia F. Cezary, wznow. Kraków 1649, (w odpowiedzi arianie wydali: Centuria argumentorum caesa, 1652)
- Colloquium Kioviense de processione Spiritus Sancti a Patre et Filio. Inter... Innocentium Gizel... et Nicolaum Cichovium, Kraków 1649, drukarnia S. Bertutowic
- Credo Arianorum seu Confessionis Socinistarum[2], Kraków 1649, drukarnia F. Cezary
- Responsum theologicum ad triplex scriptum... Joannis Markiewicz... contra exemptionem patrum Societatis Jesu a soluendis decimis[3], Rzym 1650, drukarnia F. Corbelleti, (inne wydanie pt. Responsum pro exemptione, Rzym 1654, Braniewo 1680)
- Wizerunek nieprawdy ariańskiej[4], Kraków 1650, drukarnia W. Piątkowski
- Angelici doctoris S. Thomae Aquinatis de Beatissima Virginis Deiparae immaculata conceptione sententia. E multis eius operibus studiose collecta et edita[5], Poznań 1651, drukarnia A. Regulus, (wznow.: Wiedeń 1660, Passawa 1720)
- Trzydzieści przyczyn, dla których każdy zbawienia... szanujący ma się odrażać od zboru tego, który ariańskim zowią; z krótką refutacją Katechizmu rakowskiego napisane[6], Kraków 1652, drukarnia F. Cezary
- Nowe zawstydzenie socinistów[7], Kraków 1653, drukarnia Ł. Kupisz, wznow. Kraków 1654
- Wyklęcie ministrów ariańskich, którzy chcąc się wykręcić z tego, co im zadano w Nowym zawstydzeniu, że diabła za Boga prawdziwego mają... zaklęli diabła, którego... Bogiem prawdziwym zowią[8], Kraków 1654, drukarnia F. Cezary
- Epistola paraenetica ad... Jonam Schlichtyng de Bukowiec: V. C. eius epistolae apologeticae reddita. Cui addita est Harmonia fidei catholicae[9], 1655, wznow. 1659(?)
- Tribunal SS. Patrum orientalium et occidentalium ab Orientibus summe laudatorum, ad quod... controversias expendandas, graeci schismatis propugnatoribus proponit[10], Kraków 1658, drukarnia F. Cezary, (przekł. polski, skrócony: T. Rutka, pt. Tribunał Świętych Ojców greckich..., Lwów 1692, wznow. Lwów 1698
- Manes Schlichtingiani seu Trutina vindiciarum manium[11], Kraków 1659, drukarnia A. Piotrkowczyk
- Pogrom diabła ariańskiego abo Odpis na dwie książki, które arianie o diable napisali[12], Kraków 1659, drukarnia A. Piotrkowczyk
- Desperata causa Arianorum seu Prodromus[13], Kraków 1660, drukarnia F. Cezary
- Obrona zacnych i pobożnych ludzi... przeciwko paskwilowi od jakiegoś ministra ariańskiego przeciw nim napisanemu; z namową do Stanów Koronnych wniesioną, aby przy konstytucjach przeciw arianom... stali[14], Kraków 1661, drukarnia F. Cezary
- Namowa do ich mościów koronnych, aby przy konstytucji przeciw arianom statecznie stali i do exekucji przystępowali[15], (bez osobnego tytułu stanowi cz. 2 dziełka pt. Obrona zacnych i pobożnych ludzi...)
- Speculum samosathenistarum vel socianistarum[16], Kraków 1662, drukarnia F. Cezary
- Triumphus Sanctissimae et aeternum adorandae Trinitatis... a patribus Societatis Jesu... instructus[17], Kraków 1662, drukarnia F. Cezary